# میرپسند
میرپسند یا شاهسوند روستایی در دهستان سلیمان بخش سلیمان شهرستان زاوه استان خراسان رضوی ایران است. بر پایه سرشماری عمومی نفوس و مسکن در سال ۱۳۹۰ جمعیت این روستا ۴۶۸ نفر (در ۱۳۱ خانوار) بوده است.